# Hel special

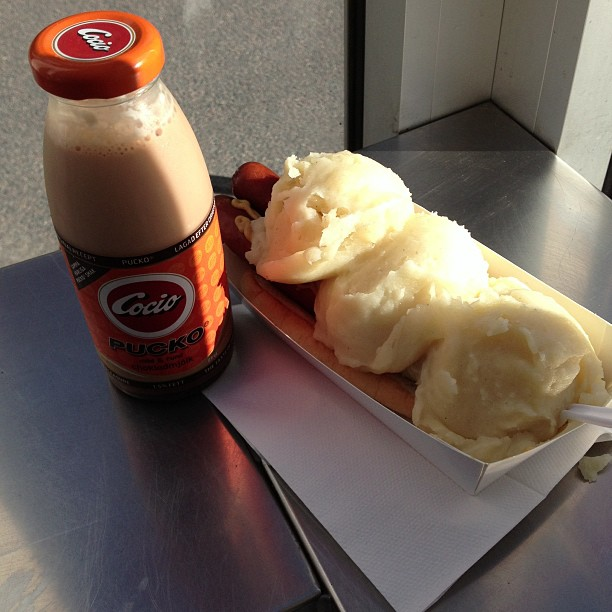
En hel special och en Pucko.

Hel special och halv special är svenska benämningar på korvrätter som vanligtvis serveras i ett gatukök. Båda maträtterna räknas till kategorin snabbmat. En hel special består av ett korvbröd med två korvar och potatismos ovanpå. En halv special består av ett korvbröd med en korv och potatismos ovanpå.
Drycken Pucko har traditionellt serverats till specialaren sedan mitten av 1950-talet.

## Historia
Morgan Johansson var ordförande i Göteborgs kiosk- och gatuköksförening, och på 1930-talet drev hans far Albert en korvkiosk vid Vågmästareplatsen på Hisingen. Då köpte man antingen korv och mos eller korv och bröd. Albert Johansson fick 1942 besök av två unga fotbollsspelare från BK Häcken, Conny och "Päsa", som beställde korv och bröd " ... men med lite mos ovanpå." Någon vecka därefter kom de tillbaka och beställde "en sån där special", och därmed hade maträtten fått sitt namn.
I norra Sverige samt i delar av övriga landet kallas rätten för specialare.